# 조 무령왕

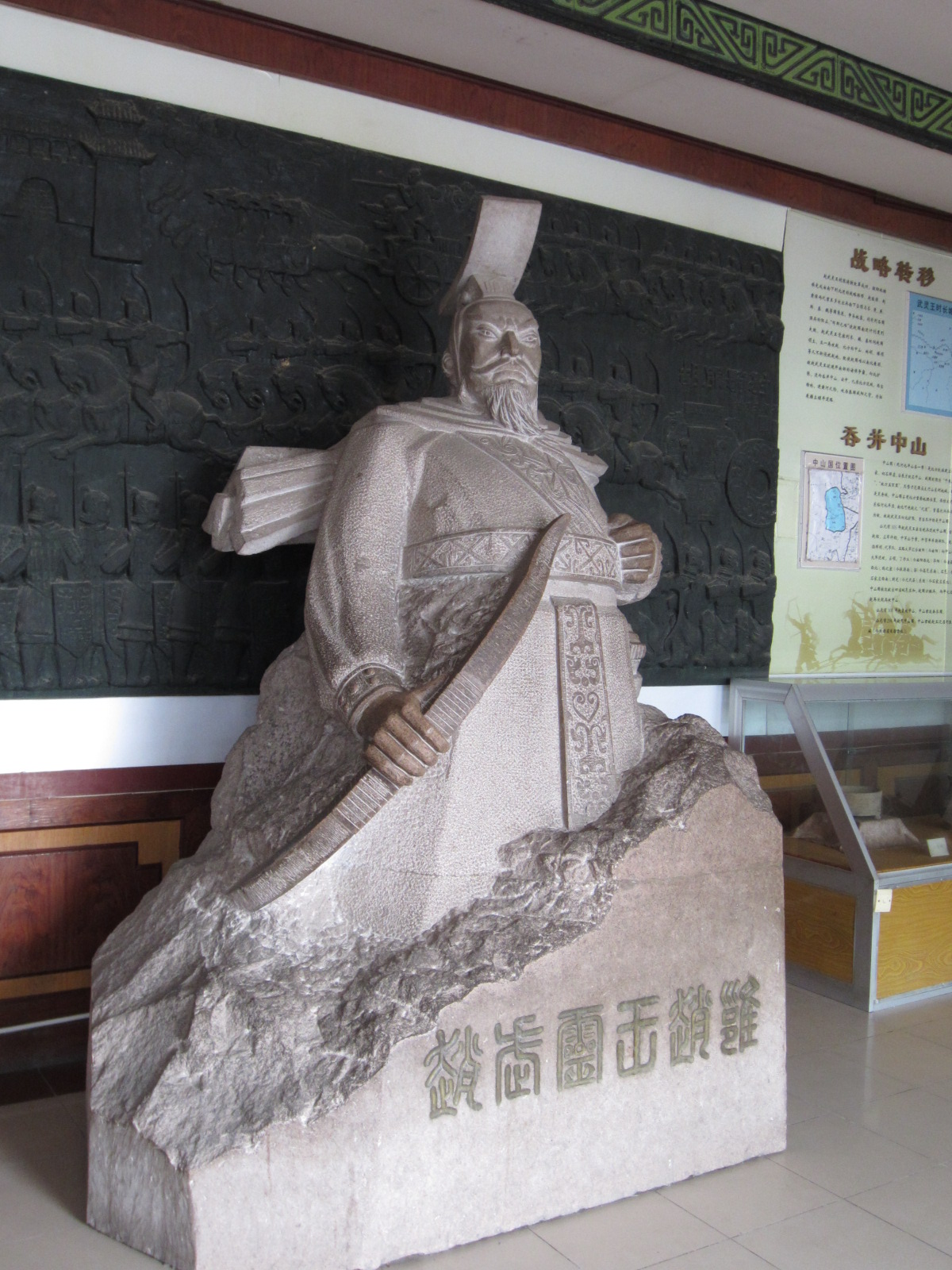
조 무령왕

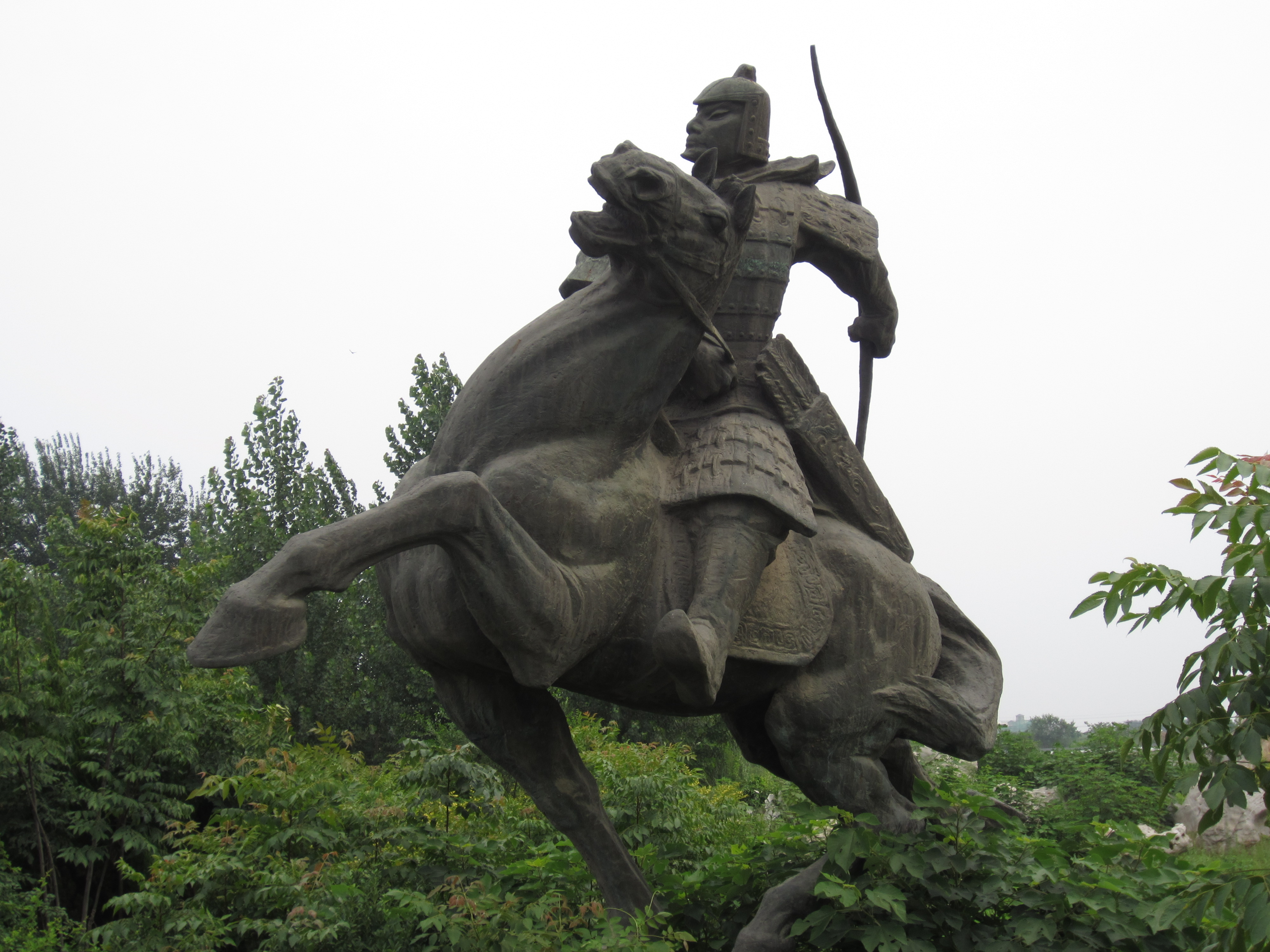
호복기사(胡服騎射).

조 무령왕(趙 武靈王, 기원전 340년 ~ 기원전 295년)은 중국 전국시대 조나라의 왕이다. 성은 영(嬴), 씨는 조(趙), 휘는 옹(雍, 사기색은에는 거據), 숙후(肅侯)의 아들이다.
호복기사(胡服騎射)로 대표되는 북방 유목민족의 기마전술을 도입, 응용하여 조를 군사대국으로 성장시켰다.

## 생애
기원전 326년, 숙후의 죽음으로 조후(趙侯)의 지위를 이어받았다. 이때 무령왕은 아직 어렸고, 숙후를 섬기던 귀족 신하 비의(肥義)의 자문에 따랐다.
기원전 319년, 이 무렵 여러 나라가 차례대로 제후의 칭호를 버리고 천자와 같은 왕(王)을 칭하기 시작했는데, 무령왕은 "그딴 것은 조에 아무런 실질적 이득이 없다"며 끝까지 군(君)이라 불리기를 원했다(아들인 혜문왕惠文王의 시대부터 왕을 칭하게 되면서 아버지인 무령왕에게도 왕호가 추증된다).
기원전 315년, 조와 이웃해 있던 연이 대혼란에 휩싸이고, 급기야는 군주가 없는 지경에까지 이르렀다. 무령왕은 연의 공자(公子) 직(職)을 불러들여 조의 후원으로 연의 군주로 내세우려 했으나, 연에서는 소왕(昭王)이 새로운 군주가 되었다.
기원전 311년, 무령왕은 미녀의 꿈을 꾸고서 그 꿈을 주변에 들려주었는데, 이를 들은 오광(吳廣)이라는 사람이 자신의 딸 맹요(孟姚)가 무령왕의 꿈에 나타난 미녀와 같다며 무령왕에게 바쳤고, 무령왕은 크게 기뻐하며 맹요를 총애하여 그녀와의 사이에서 공자 하(何)를 낳았고, 그는 훗날 혜문왕으로 즉위하였다.
기원전 310년, 교외에 야대(野臺)를 지었는데, 그곳에서는 중산국과 제를 한 눈에 바라볼 수 있었다(이는 그 나라를 정복할 야망을 드러낸 것으로 해석된다).

### 호복기사
기원전 307년, 무령왕은 자신의 야망을 달성하기 위한 준비 과정으로서 호복기사를 받아들이기로 했다. 호복기사는 그때까지의 중화 세계의 귀족 전사의 전통적인 전술 즉 세 명의 전사가 마부와 활쏘기, 과라는 창을 사용한 백병전을 분담하던 전차전과는 달리, 북방 유목 민족의 특수한 훈련을 받은 전사 한 사람이 직접 한 마리의 말을 타고 달리며 활을 쏘아 대는 전법이었다. 또한 당시 대부들이 입던 소매가 길고 아랫부분이 치마처럼 생긴 옷은 말을 타는데 무척 불편했는데, 호복기사에는 유목민들이 말을 타는 데 적합한 바지 형태의 복장 즉 호복(胡服)을 입을 필요가 있었다.
무령왕이 이를 신하들에게 하문했을 때, 파의는 바로 찬성했지만 무령왕의 삼촌이었던 공자 성(成)은 반대했다. 중화사상의 견지에서 유목민을 '오랑캐'라 깔보면서 직접 말에 타는 것을 야만스러운 짓으로 여겼던 당시 무령왕과 파의를 지지하는 사람은 적었고 공자 성의 반대도 무리가 아니었다. 그러나 무령왕은 끈질긴 설득을 통해 조에 호복기사를 도입하는데 성공한다. 이후 중국의 다른 나라에서도 기병 기술이 실시되었다.
 이 해에 진(秦)에서는 무왕(武王)이 죽고 연에 있던 공자 직(稷)이 송환되어 진의 군주가 되었다. 이가 소양왕(昭襄王)이다.
기원전 298년, 무령왕은 태자였던 공자 장(章)을 폐하고 공자 하를 태자로 세운 뒤 하에게 양위하였지만, 스스로 「주보(主父)」라 일컬으며 실질적인 권력은 그대로 유지했다. 내몽고 지역에 대한 팽창정책을 추진해 기원전 296년, 여지껏 몇 번이나 공격했지만 반밖에 정복하지 못한 중산국을 완전히 격파하여 멸망시키고 판도를 넓혔다. 이후 임호(林胡)와 누번을 무찌른 후 현재의 후허하오터 지역에 운중, 안문, 대의 3군을 설치하고, 허타오 지역을 가로지르는 장성을 쌓았다.
그러나 기원전 295년, 폐태자된 공자 장에 대한 연민의 마음을 느끼게 된 주보는 장을 조의 북쪽에 설치했던 대군의 군주로 삼아주려 했고, 이때 공자 장은 혜문왕에 대한 반란을 결심한다. 반란은 실패로 끝났고 장은 가까스로 주보에게로 달아났으며 주보는 이를 숨겨주었는데, 혜문왕측의 이태(李兌)와 공자 성이 주보의 저택을 포위한 가운데 공자 장은 끝내 그 안에서 죽었다. 왕의 아버지이기도 했던 주보 자신에게 병사를 들이댄 꼴이었으므로 이태나 공자 성은 포위를 풀게 되면 주보에 의해 자신들이 살해될 것을 두려워한 나머지 포위를 석 달이 되도록 풀지 않았고, 결국 주보는 자신의 궁에 유폐된 채 굶어 죽고 말았다.

## 평가
사마천은 무령왕을 가리켜 "후계만 감싸다 굶어 죽어서 천하의 비웃음거리가 되었으니 어찌 비통하지 않은가[爲天下笑、豈不痛乎]"라는 엄한 평가를 내리고 있다.

## 같이 보기
- 사기(史記)